# Alicia Vikander
Alicia Amanda Vikander (Gotemburgo, 3 de octubre de 1988), conocida como Alicia Vikander, es una actriz sueca, reconocida por su participación secundaria en la adaptación de 2012 de Anna Karenina, como Alice Deane en la película El séptimo hijo, como Heather Lee en la película Jason Bourne, como Ava en la película Ex Machina, como Lara Croft en Tomb Raider y como Mira en la serie de televisión Irma Vep. Es ganadora del Óscar como mejor actriz de reparto en la película La chica danesa.
Ganó el Rising Star Award en 2012 en el Festival Internacional de Cine de Estocolmo y el Premio Guldbagge a la mejor actriz otorgado por el Instituto Sueco del Cine por la película de 2010 Pure.

## Biografía
Nació en Gotemburgo (Suecia). Es hija de la actriz Maria Fahl Vikander y del psiquiatra Svante Vikander. Tiene cinco hermanos.
Ha aparecido en muchos musicales en la ópera de Gotemburgo. Más tarde ingresó en la escuela del Royal Swedish Ballet de Estocolmo (2004-2007).
También es conocida por su actuación en el papel protagonista en Un asunto real, donde encarna a la princesa Caroline Mathilde.
Vikander logró un mayor reconocimiento al actuar como Gerda Wegener en la película La chica danesa, en la que trabajó junto a Eddie Redmayne. Su actuación le ha valido la nominación a los diferentes premios más importantes de la industria de Hollywood, dentro de los cuales ha ganado el Premio de la Crítica Cinematográfica, el Premio SAG en la categoría de Mejor Actriz de Reparto y el Óscar en la misma categoría.
En 2018 interpretó a Lara Croft en la tercera película de la franquicia Tomb Raider.

## Vida personal
Vikander vivió anteriormente en el norte de Londres. A finales de 2014, comenzó a salir con el actor alemán Michael Fassbender, con el que se casó el 14 de octubre de 2017 en una ceremonia privada en Ibiza (España). Desde 2017 residen en Lisboa (Portugal).
En septiembre de 2021 hizo público que se había convertido en madre junto a su marido. En julio de 2024 confirmó que dio a luz a su segundo hijo.

### Política
Vikander se identifica como feminista y ha denunciado la desigualdad de género en el cine: 
Acababa de hacer cinco películas seguidas, y [Tulip Fever] fue la primera en la que tuve una escena con otra mujer […] Se está produciendo un cambio, y quiero ser parte de eso. Ves algo como The Hunger Games o Insurgent demostrando que un rol femenino puede ser un éxito de taquilla.
El 10 de noviembre de 2017, fue una de las 584 mujeres que solicitó a las industrias suecas del cine y del teatro que actuasen ante la cultura de acoso sexual imperante. Firmó la carta abierta publicada en el periódico sueco Svenska Dagbladet que contenía numerosos relatos de acoso sexual, asalto y violación sufridos por mujeres de la industria sueca, todos narrados anónimamente. Según una traducción de la carta publicada por The Local (medio sueco en inglés), las firmantes declararon que «ya no se quedarán calladas». Tras la publicación de la carta, la prensa sueca informó de que la ministra de Cultura, Alice Bah Kuhnke, convocó a una reunión a los directores de la National Theatre Company de Suecia, el Royal Dramatic Theatre y la Royal Swedish Opera.

## Filmografía
| Año  | Título                         | Papel                  | Notas         |
| ---- | ------------------------------ | ---------------------- | ------------- |
| 2007 | Darkness of Truth              | Sandra Svensson        | Cortometraje  |
| 2007 | The Rain                       | Bailarina              | Cortometraje  |
| 2008 | My Name Is Love                | Fredrika               | Cortometraje  |
| 2009 | Susans längtan                 | Chica en Apartamento   | Cortometraje  |
| 2010 | Pure                           | Katarina               |               |
| 2011 | Kronjuvelerna                  | Fragancia Fernández    |               |
| 2012 | Un asunto real                 | Carolina Mathilde      |               |
| 2012 | Anna Karenina                  | Kitty                  |               |
| 2013 | Hotell                         | Erika                  |               |
| 2013 | El quinto poder                | Anke Domscheit-Berg    |               |
| 2014 | Son of a Gun                   | Tasha                  |               |
| 2014 | Testamento de juventud         | Vera Brittain          |               |
| 2015 | El séptimo hijo                | Alice Deane            |               |
| 2015 | Ex Machina                     | Ava                    |               |
| 2015 | The Man from U.N.C.L.E.        | Gaby Teller            |               |
| 2015 | Burnt                          | Anne Marie             |               |
| 2015 | La chica danesa                | Gerda Wegener          |               |
| 2016 | Tulip Fever                    | Sophia                 |               |
| 2016 | La luz entre los océanos       | Isabel Sherbourne      |               |
| 2016 | Jason Bourne                   | Heather Lee            |               |
| 2017 | Submergence                    | Danielle Flinders      |               |
| 2017 | Euphoria                       | Ines                   |               |
| 2017 | Birds Like Us                  | Hupu                   |               |
| 2018 | Tomb Raider                    | Lara Croft             |               |
| 2019 | La música del terremoto        | Lucy Fly               |               |
| 2019 | One Red Nose Day and a Wedding | Faith                  | Cortometraje  |
| 2020 | The Glorias                    | Gloria Steinem (joven) |               |
| 2021 | Blue Bayou                     | Kathy                  |               |
| 2021 | Becket                         | April Hanson           |               |
| 2021 | El caballero verde             | Esel                   |               |
| 2023 | Firebrand                      | Catalina Parr          |               |
| 2024 | Rumours                        | Celestine Sproul       |               |
| 2024 | The Assessment                 | Virginia               |               |
| TBA  | Hope                           | TBA                    | Posproducción |

| Año       | Título                              | Papel                   | Notas                                       |
| --------- | ----------------------------------- | ----------------------- | ------------------------------------------- |
| 2002      | Min balsamerade mor                 | Ebba Du Rietz           | Telefilme                                   |
| 2005      | En decemberdröm                     | Tony                    | 3 episodios                                 |
| 2007      | Levande föda                        | Linda                   | Miniserie                                   |
| 2007–2008 | Andra Avenyn                        | Jossan Tegebrandt Björn | 39 episodios                                |
| 2008      | Höök                                | Katarina                | 2 episodios                                 |
| 2018      | Imagine                             | Narradora               | Episodio: "Ingrid Bergman in Her Own Words" |
| 2019      | One Red Nose Day and a Wedding      | Faith                   | Cortometraje                                |
| 2019      | The Dark Crystal: Age of Resistance | Mira (voz)              | Episodio: "End. Begin. All the Same."       |
| 2022      | Irma Vep                            | Mira Harberg / Musidora | 8 episodios                                 |

## Premios y nominaciones
| Año  | Asociación                                  | Categoría                                                                   | Título de la obra                     | Resultado |
| ---- | ------------------------------------------- | --------------------------------------------------------------------------- | ------------------------------------- | --------- |
| 2010 | Guldbagge Awards                            | Guldbagge Sweden's Guldbagge Award a la mejor actriz                        | Pure                                  | Ganadora  |
| 2010 | Festival Internacional de Cine de Berlín    | Shooting Stars Award                                                        | Pure                                  | Ganadora  |
| 2010 | Stockholm Film Festival                     | Rising Star Award                                                           | Pure                                  | Ganadora  |
| 2012 | Robert Awards                               | Robert Award for Best Actress in a Leading Role                             | Un asunto real                        | Nominada  |
| 2012 | Alianza de Mujeres Periodistas de Cine      | Best Breakthrough Performance                                               | Un asunto real                        | Nominada  |
| 2012 | Hamptons International Film Festival        | Breakthrough Performer                                                      | Anna Karenina                         | Ganadora  |
| 2012 | Premios Empire                              | Empire Award for Best Newcomer                                              | Anna Karenina                         | Nominada  |
| 2012 | BAFTA                                       | Premio Orange a la estrella emergente                                       | Premio Orange a la estrella emergente | Nominada  |
| 2013 | Festival Internacional de Cine de Marrakech | Mejor actriz                                                                | Hotell                                | Ganadora  |
| 2014 | British Independent Film Awards             | BIFA Award for Best Performance by an Actress in a British Independent Film | Testamento de juventud                | Nominada  |
| 2014 | National Film Award                         | Mejor actriz                                                                | Testamento de juventud                | Nominada  |
| 2015 | Premios Empire                              | Mejor actriz                                                                | Ex Machina                            | Nominada  |
| 2015 | Ischia Film Festival                        | Ischia Breakout Actress of the Year                                         | Ex Machina                            | Ganadora  |
| 2015 | Gérardmer Film Festival                     | Premio del jurado                                                           | Ex Machina                            | Ganadora  |
| 2015 | Óscar                                       | Mejor actriz de reparto                                                     | La chica danesa                       | Ganadora  |
| 2015 | Globos de Oro                               | Mejor actriz - Drama                                                        | La chica danesa                       | Nominada  |
| 2015 | Globos de Oro                               | Mejor actriz de reparto                                                     | Ex Machina                            | Nominada  |
| 2015 | BAFTA                                       | Mejor actriz                                                                | La chica danesa                       | Nominada  |
| 2015 | BAFTA                                       | Mejor actriz de reparto                                                     | Ex Machina                            | Nominada  |
| 2015 | Sindicato de Actores                        | Mejor actriz de reparto                                                     | La chica danesa                       | Ganadora  |
| 2015 | Crítica Cinematográfica                     | Mejor actriz de reparto                                                     | La chica danesa                       | Ganadora  |
| 2015 | Satellite                                   | Mejor actriz de reparto                                                     | La chica danesa                       | Ganadora  |
| 2015 | Saturn                                      | Mejor actriz de reparto                                                     | Ex Machina                            | Nominada  |

### Premios Óscar
| Premios Óscar |                         |                 |           |
| Año           | Categoría               | Título          | Resultado |
| 2016          | Mejor actriz de reparto | La chica danesa | Ganadora  |

### Premios Globos de Oro
| Premios Globo de Oro |                         |                 |           |
| Año                  | Categoría               | Título          | Resultado |
| 2016                 | Mejor actriz - Drama    | La chica danesa | Nominada  |
| 2016                 | Mejor actriz de reparto | Ex Machina      | Nominada  |

### Premios BAFTA
| Premios BAFTA |                         |                    |           |
| Año           | Categoría               | Título             | Resultado |
| 2015          | Mejor actriz            | La chica danesa    | Nominada  |
| 2015          | Mejor actriz de reparto | Ex Machina         | Nominada  |
| 2012          | Estrella Emergente      | Estrella Emergente | Nominada  |

### Premios del Sindicato de Actores
| Premios SAG |                         |                 |           |
| Año         | Categoría               | Título          | Resultado |
| 2015        | Mejor actriz de reparto | La chica danesa | Ganadora  |

### Crítica Cinematográfica
| Premios de la Crítica Cinematográfica |                         |                 |           |
| Año                                   | Categoría               | Título          | Resultado |
| 2015                                  | Mejor actriz de reparto | La chica danesa | Ganadora  |